# トーキン・アバウト
『トーキン・アバウト』（原題：Talkin' About!）は、アメリカ合衆国のジャズ・ギタリスト、グラント・グリーンが1964年に録音・1965年に発表したスタジオ・アルバム。

## 解説
グリーンのリーダー・アルバムとしては初めてラリー・ヤングがサイドマンに起用され、本作の録音から2か月後の1964年11月12日には、ヤングのリーダー・アルバム『イントゥ・サムシン』（1965年発表）でグリーンがサイドマンを務めた。ヤング作の「トーキン・アバウトJ.C.」は、ジョン・コルトレーンに捧げられた曲である。
スティーヴ・ヒューイはオールミュージックにおいて5点満点中4.5点を付け「オルガン・トリオの基本的なラインナップによる演奏だが、グリーンのキャリア初期のソウル・ジャズと、彼の近年の作品に見られるモーダル色の、魅力的な折衷として結実している」と評している。

## 収録曲
1. トーキン・アバウトJ.C. - "Talkin' About J.C." (Larry Young) - 11:44
2. ピープル - "People" (Bob Merrill, Jule Styne) - 7:27
3. ルーニー・チューン - "Luny Tune" (L. Young) - 7:43
4. ユー・ドント・ノウ・ホワット・ラヴ・イズ - "You Don't Know What Love Is" (Gene de Paul, Don Raye) - 7:37
5. 俺らは老カウボーイ - "I'm An Old Cowhand" (Johnny Mercer) - 6:29

## 参加ミュージシャン
- グラント・グリーン - ギター
- ラリー・ヤング - ハモンドオルガン
- エルヴィン・ジョーンズ - ドラムス